# Округ Ред Вилоу (Небраска)
Ред Вилоу (енгл. Red Willow County) је округ у америчкој савезној држави Небраска.

## Демографија
По попису из 2010. године број становника је 11.055, што је 393 (-3,4%) становника мање него 2000. године.
| Група             | 2000.          | 2010.          |
| Белци             | 11.020 (96,3%) | 10.345 (93,6%) |
| Афроамериканци    | 18 (0,2%)      | 81 (0,7%)      |
| Азијати           | 19 (0,2%)      | 32 (0,3%)      |
| Хиспаноамериканци | 281 (2,5%)     | 462 (4,2%)     |
| Укупно            | 11.448         | 11.055         |